# جوائز ميرشي الموسيقية
جوائز ميرشي الموسيقية هو حفل لتقديم الجوائز يقام سنويا في الهند من قبل راديو ميرتشي لتكريم كل الفنانين والتقنيين والمهنيين المتفوقين في مجال صناعة موسيقى التصويرية للأفلام الهندية. وتقسم الجوائز المقدمة إلى سبعة عشر فئة مختلفة. في عام 2010، أطلقت النسخة الجنوبية من الجائزة، تحت اسم «جوائز موسيقى ميرتشي الجنوبية» التي يتم من خلالها تكريم الفنانين في صناعات السينما الأربع في جنوب الهند (سينما تاميلية، سينما تيلجو، سينما الكانادا والسينما المالايالامية). في عام 2012، تم إصدار النسخة البنغالية من الجوائز تحت اسم «جوائز موسيقى ميرتشي البنغالية».